# HD17782
HD17782 — хімічно пекулярна зоря спектрального класу A1, що має видиму зоряну величину в смузі V приблизно  9,6.
Вона  розташована на відстані близько 908,5 світлових років від Сонця.